# Friedrich Brunner (Künstler, 1952)
Friedrich Brunner (* 1952 in Passau) ist ein deutscher Gymnasiallehrer und Künstler.

## Leben und Wirken
Friedrich Brunner hat 1973–1977 in Regensburg Germanistik, Theologie und Philosophie studiert. Als Gymnasiallehrer unterrichtete er am Gymnasium Freyung. Seit 1972 ist er autodidaktisch als Maler und Installationskünstler tätig, 1974 stellte er erstmals aus.
Sein Werk ist von einem christlichen Menschenbild und der christlichen Symbolik geprägt. Das Kreuz in T-Form hat er als Markenzeichen seines Werkes etabliert. 1982 bis 1991 unterhielt er ein Atelier in Passau, seit 1991 ist er in Kopfing im Innkreis tätig.
Er ist 1. Vorsitzender des 1973 aus einer Bürgerinitiative hervorgegangenen Vereins Forum Passau e. V., zu dessen Gründungsmitgliedern er zählt. Er engagiert sich dort für Denkmalpflege und eine langfristig orientierte Stadtentwicklung Passaus unter Bewahrung des historisch gewachsenen Stadtbildes.

## Temporäre Installationen und Werke im öffentlichen Raum
- 1991 „Raumdelta“ im Oberhausmuseum Passau
- 1994 Drei Großplastiken für die Inntalklinik in Simbach am Inn
- 1995 Stele „Brückenblau“ vor dem Kulturzentrum „Die Brücke“ in Freyung
- 1996 Installation „L.A.M.M.“ in der Ortenburgkapelle in Passau
- 1997 Skulptur „Blaue Blume“ vor dem Medienzentrum in Passau
- 1998 Installation „bilder.weg“ in der Evangelischen Friedenskirche in Freyung
- 2000 Installation „Das Kreuz – Wunde und Wunder“ in der Kirche St. Klara in Nürnberg
- 2004 Installationen „Transitus“ und „Jesus Playground“ in Zell an der Pram (Oberösterreich)
- 2005 Lichtinstallation „Epiphanie“ in der Aussegnungshalle in Zell an der Pram

## Ausstellungen (Auswahl)
- 2001 Städtische Galerie im 44er-Haus, Leonding
- 2007 Kloster Schweiklberg (Vilshofen an der Donau): „Via Crucis“
- 2012 Domschatz- und Diözesanmuseum (Passau): „Transitus/Übergänge“ (27. April bis 23. Juni)
- 2022 Rathausgalerie Vilshofen: „Malerei & Installation“ (2. bis 24. Juli)